# Johann Heinrich Wilhelm Tischbein

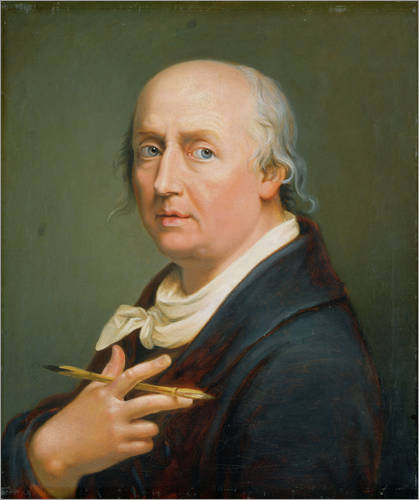
Zelfportret, ca. 1810, Hamburger Kunsthalle

Johann "Heinrich" Wilhelm Tischbein, ook wel Goethe-Tischbein genoemd (Haina (Kloster), 15 februari 1751 – Eutin, 26 februari 1829) was een Duits kunstschilder.

## Leven en werk

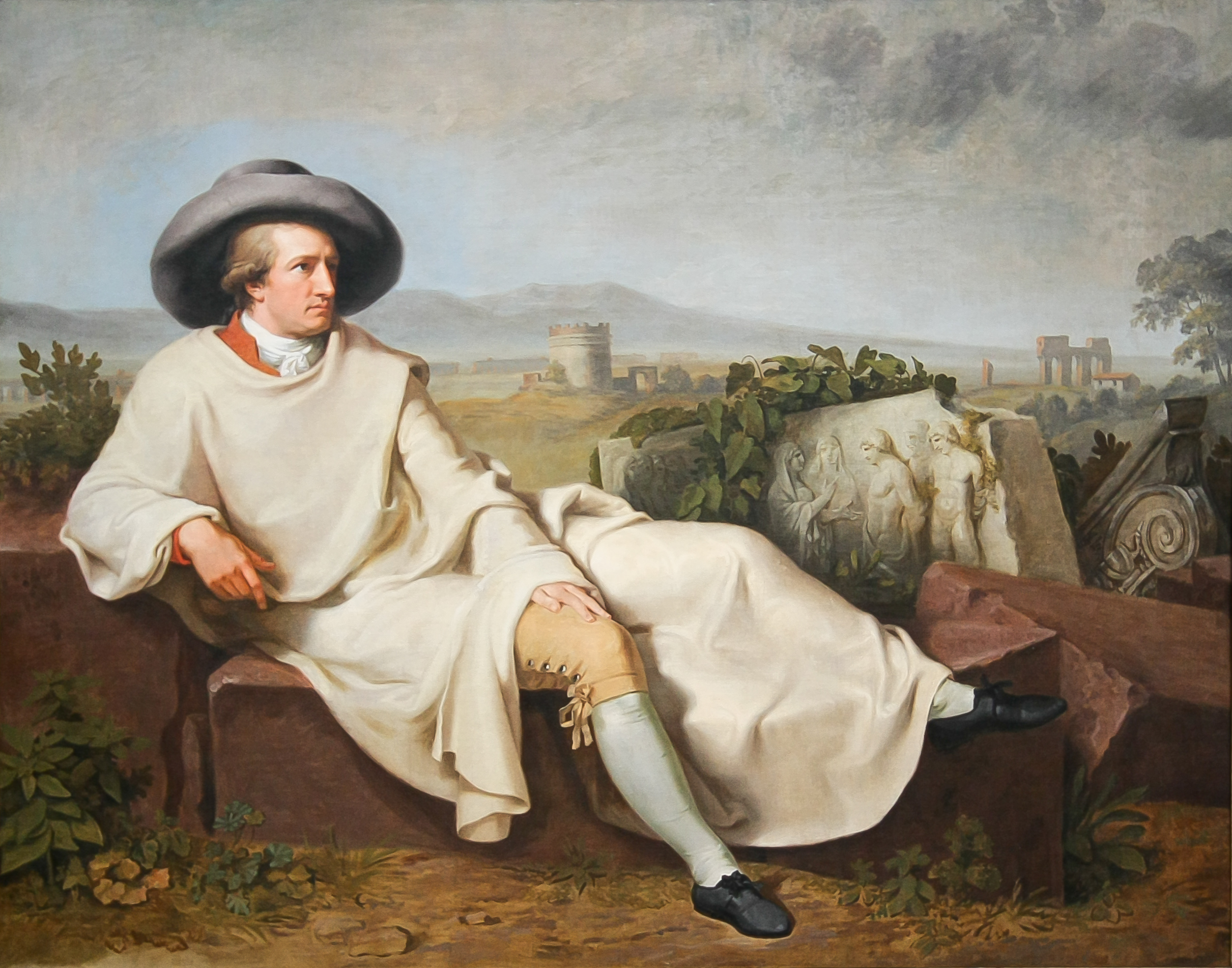
Goethe in der Campagna, 1787, Städel Museum, Frankfort

Tischbein werd geboren in een familie van kunstschilders uit Hessen. Hij was een neef van Johann Heinrich Tischbein de Oudere en ging in de leer bij zijn oom in Hamburg. In 1772-1773 maakte hij een studiereis naar Nederland. Vanaf 1777 werkte hij succesvol als portretschilder te Berlijn.
Van 1779 tot 1781 verbleef Tischbein in Rome. In deze periode bestudeerde hij de Romeinse klassieken en uiteenlopende stijlen, van rococo tot het classicisme. In 1781 verhuisde hij uit geldnood naar Zürich, waar hij onder andere fysionomische tekeningen maakte voor Johann Kaspar Lavater. In 1783 keerde hij terug naar Rome met een door bemiddeling van Goethe verkregen studiebeurs. Vanaf deze tijd schilderde hij, naast portretten, steeds vaker ook landschappen, historische taferelen en stillevens, meestal in een classicistische stijl.
In 1787 vergezelde Tischbein Goethe een tijd lang te Rome en Napels, tijdens diens Italiaanse reis. In deze periode maakte hij ook zijn beroemd geworden schilderij Goethe in der Campagna. Het schilderij werd aangekocht door de bankiersfamilie Rothschild en in 1887 geschonken aan het Städel Museum te Frankfurt am Main, waar het nog steeds te zien is.
Van 1789 tot 1799 was Tischbein te Napels ook directeur van de Accademia di Belle Arti. Daarna keerde hij terug naar Duitsland, waar hij vanaf 1808 onder andere werkte aan het hof van Peter I van Oldenburg te Eutin, een nevenresidentie van het hertogdom Oldenburg (vanaf 1815: groothertogdom). Hij overleed in 1829, op 78-jarige leeftijd.
In het Noord-Duitse Eutin is er een permanente expositie aan Tischbein gewijd in het Ostholstein-Museum.

## Galerij

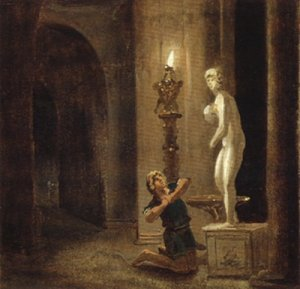
Pygmalion
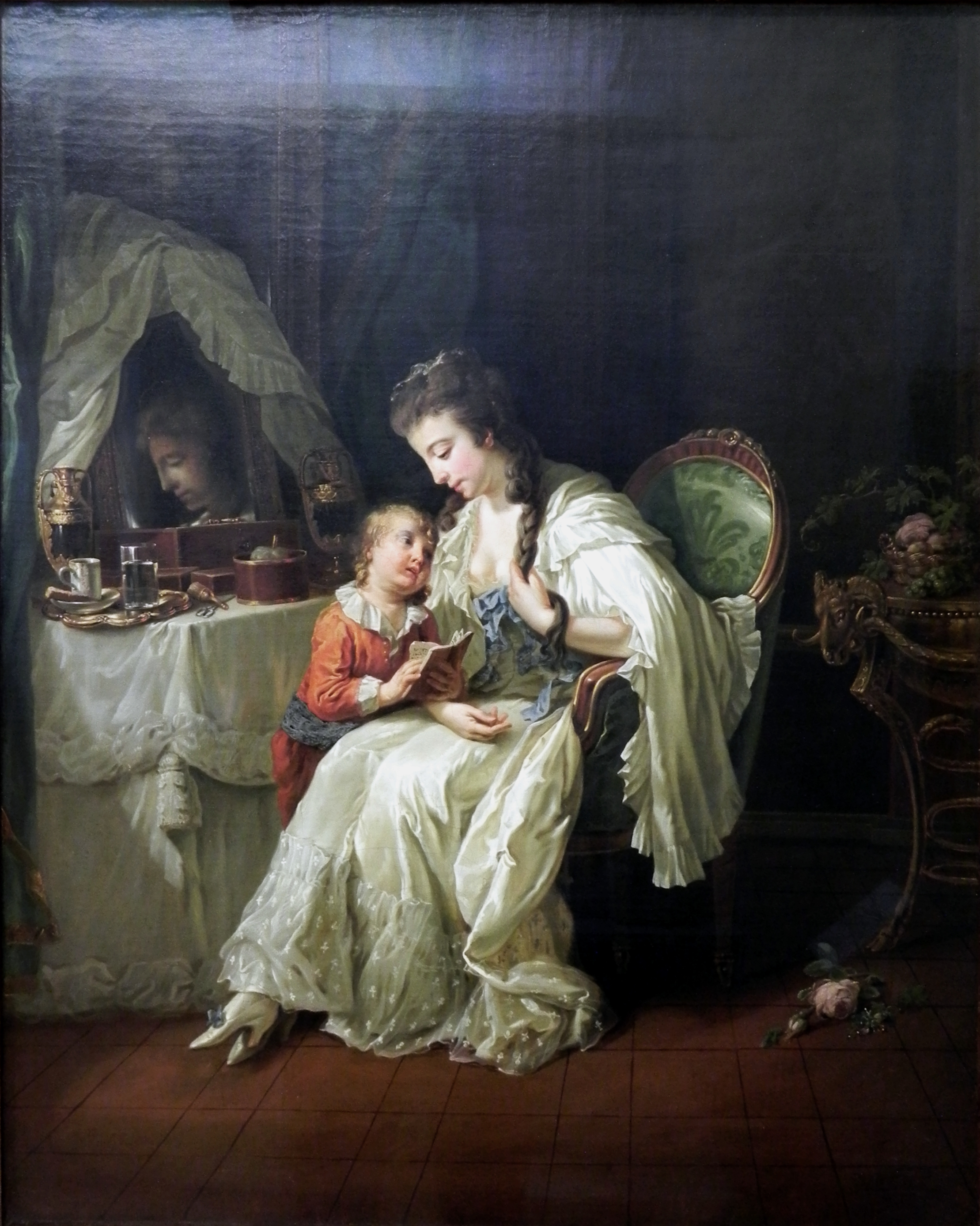
Familienszene, 1778
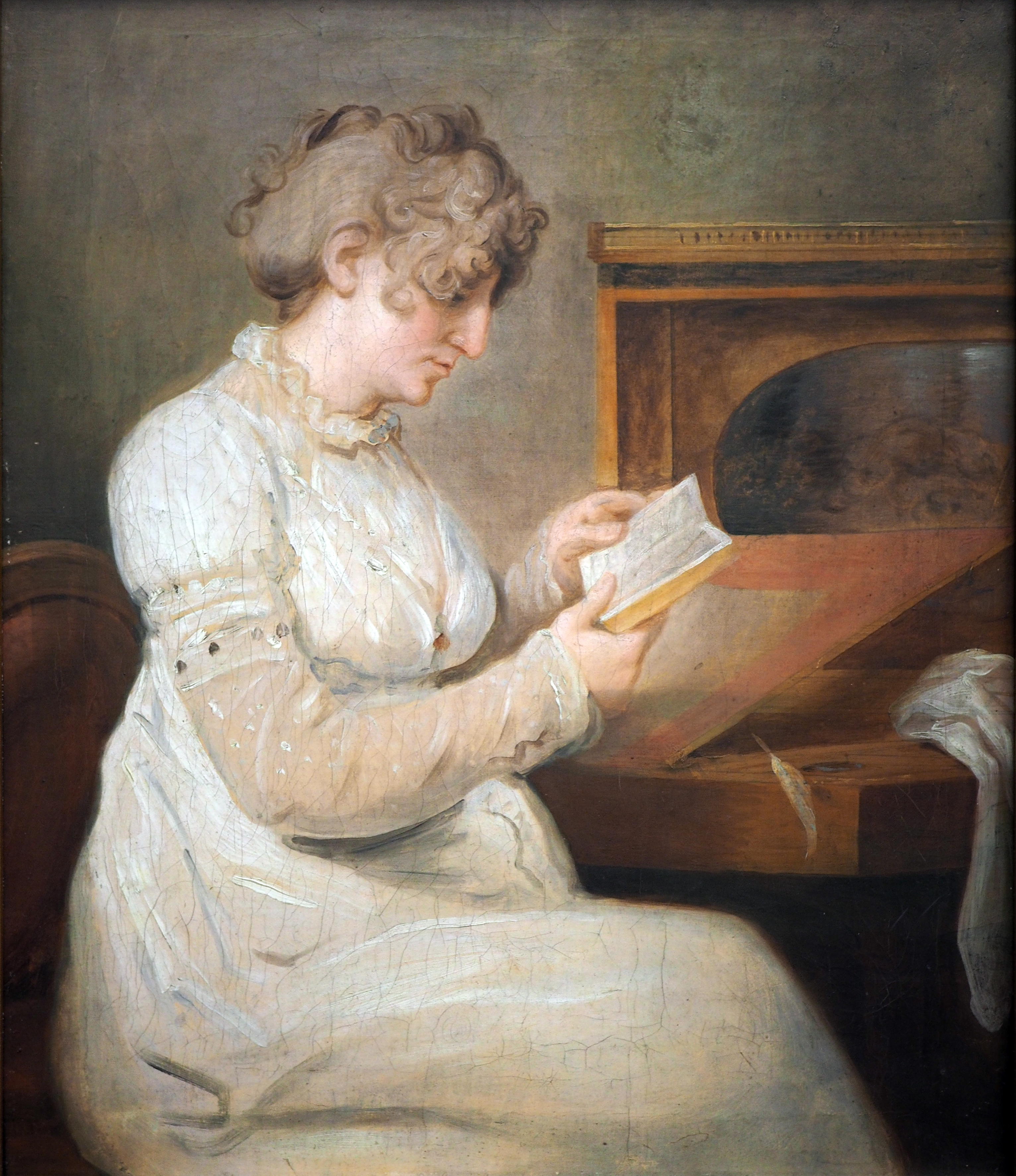
Schrijfster Engel Christine Westphalen
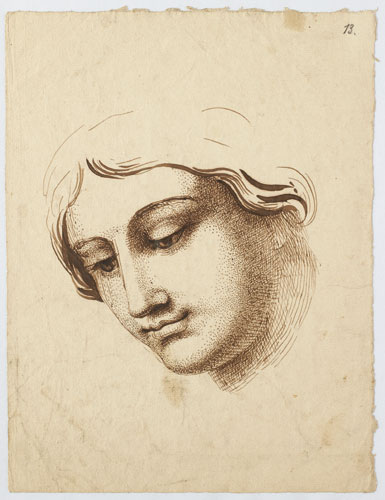
Lady Hamilton, 1798